# Притча о новой и ветхой ткани
Притча о новой и ветхой ткани — притча Иисуса Христа в Евангелии от Матфея (Мф. 9:16), Евангелии от Марка (Мк. 2:21), Евангелии от Луки (Лк. 5:36). Фраза в Евангелии от Матфея следующая:
И никто к ветхой одежде не приставляет заплаты из небелёной ткани, ибо вновь пришитое отдерёт от старого, и дыра будет ещё хуже.
Во всех трёх синоптических Евангелиях эта фраза появляется сразу после призвания Левия Матфея, когда Иисус объясняет, почему его ученики не постятся, хотя ученики Иоанна Крестителя постятся (Мк. 2:18—20).

## Толкование
Выражения всех трех евангелистов отличаются крайней темнотой, по этой причине толкование притчи доставляло огромные затруднения экзегетам.
- Ветхой одеждой Христос образно обозначил иудейскую религию. Притча о новой и ветхой ткани, как и аналогичная ей притча о новом вине в ветхих мехах (Мк. 2:22), часто понимается в том смысле, что новое учение Христа не будет держаться в рамках иудейской религии, или в рамках любых современных ей религиозных представлений (см. также Суперсессионизм). В особенности же речь идёт о всех иудейских постах, установленных Ветхим Заветом. Христос даёт новое учение о постах, которое не может сосуществовать с ветхими традициями иудеев. («Новое учение о постах это — новая одежда и новое вино. Требовать от учеников прежнего соблюдения постов значит пришивать к старой одежде новую заплату, или вливать новое вино в старые мехи»[1].)